# Теофан Грек
Теофан Грек (на руски: Феофан Грек, на средногръцки: Θεοφάνης) е известен византийски и впоследствие руски иконописец и художник. Роден е около 1340 година във Византия, а умира около 1410 година в Русия. Твори предимно в Новгород. Негово дело са много икони и миниатюри. Оказва влияние върху творбите на известния руски иконописец Андрей Рубльов. Произведенията му са запазени само в Русия.
- Донската икона на Божията Майка, дело на Теофан Грек
- Успение на Света Богородица – от 1392 година
- Христос Вседържител – от 1378 година